# Minilimosina zeda
Minilimosina zeda är en tvåvingeart som beskrevs av Marshall 1985. Minilimosina zeda ingår i släktet Minilimosina och familjen hoppflugor. Inga underarter finns listade i Catalogue of Life.